# Gare de Cabariot
La gare de Cabariot était une gare ferroviaire française, des lignes de Nantes-Orléans à Saintes et de Cabariot au Chapus. Elle était située au Sud du bourg, sur le territoire de la commune de Cabariot, dans le département de la Charente-Maritime, en région Nouvelle-Aquitaine.
Elle fut mise en service, en 1889, par l'Administration des chemins de fer de l'État. Elle sera fermée en 1971, lors de l'arrêt du service des voyageurs sur l'embranchement du Chapus.

## Situation ferroviaire
Établie à 4 mètres d'altitude, la gare fermée de Cabariot était située au point kilométrique (PK) 218,721 de la ligne de Nantes-Orléans à Saintes entre les gares de Tonnay-Charente et de Bords.
Ancienne Gare de bifurcation, elle était également située au PK 0,00 de la ligne de Cabariot au Chapus bien avant le pont de la Cèpe situé au PK 1,761, suivi par la gare de Saint-Hippolyte-la-Vallée.
Elle disposait d'une deuxième voie de service, en plus de la voie unique, sur la branche de la ligne de Cabariot au Chapus pour permettre le rebroussement des motrices des convois.(voir schéma de la bifurcation).

## Histoire
L'installation d'une gare sur la commune de Cabariot, se précise en 1880 avec la mise à l'enquête de ce projet, dans le cadre du projet de ligne de Tonnay-Charente à Marennes et au Chapus. Le 20 décembre le ministre indique que la bifurcation s'effectura au lieu dit la Vinçonnerie.
La « halte de Cabariot » est mise en service le 17 février 1889 par l'Administration des chemins de fer de l'État, lorsqu'elle ouvre à une « exploitation restreinte » son « chemin de fer de Tonnay-Charente à Marennes et au Chapus ». L'ouverture officielle à une exploitation ordinaire de la « halte de Cabariot » a lieu le 1er juillet 1889.
En 1896, la station de Cabariot, comme celle de Saint-Hippolyte, est équipée d'une « installation de communications téléphoniques » pour être en relation avec le service du Pont tournant de la Cèpe.

Installations de la gare
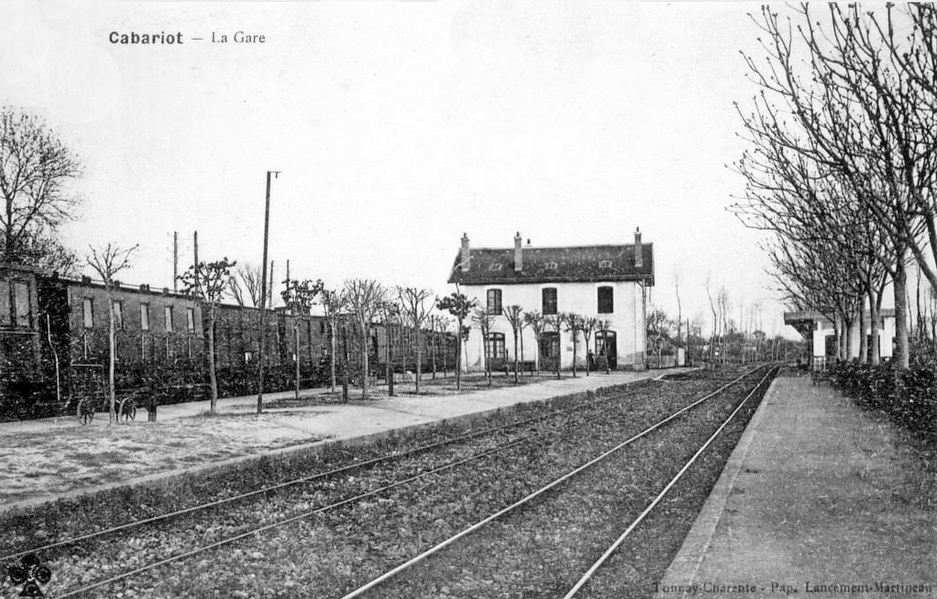
Années 1900.
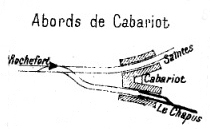
En 1921. Schéma de la bifurcation

La ligne de Cabariot au Chapus, et la gare de bifurcation, sont fermées au service des voyageurs le 26 septembre 1971

## Patrimoine ferroviaire

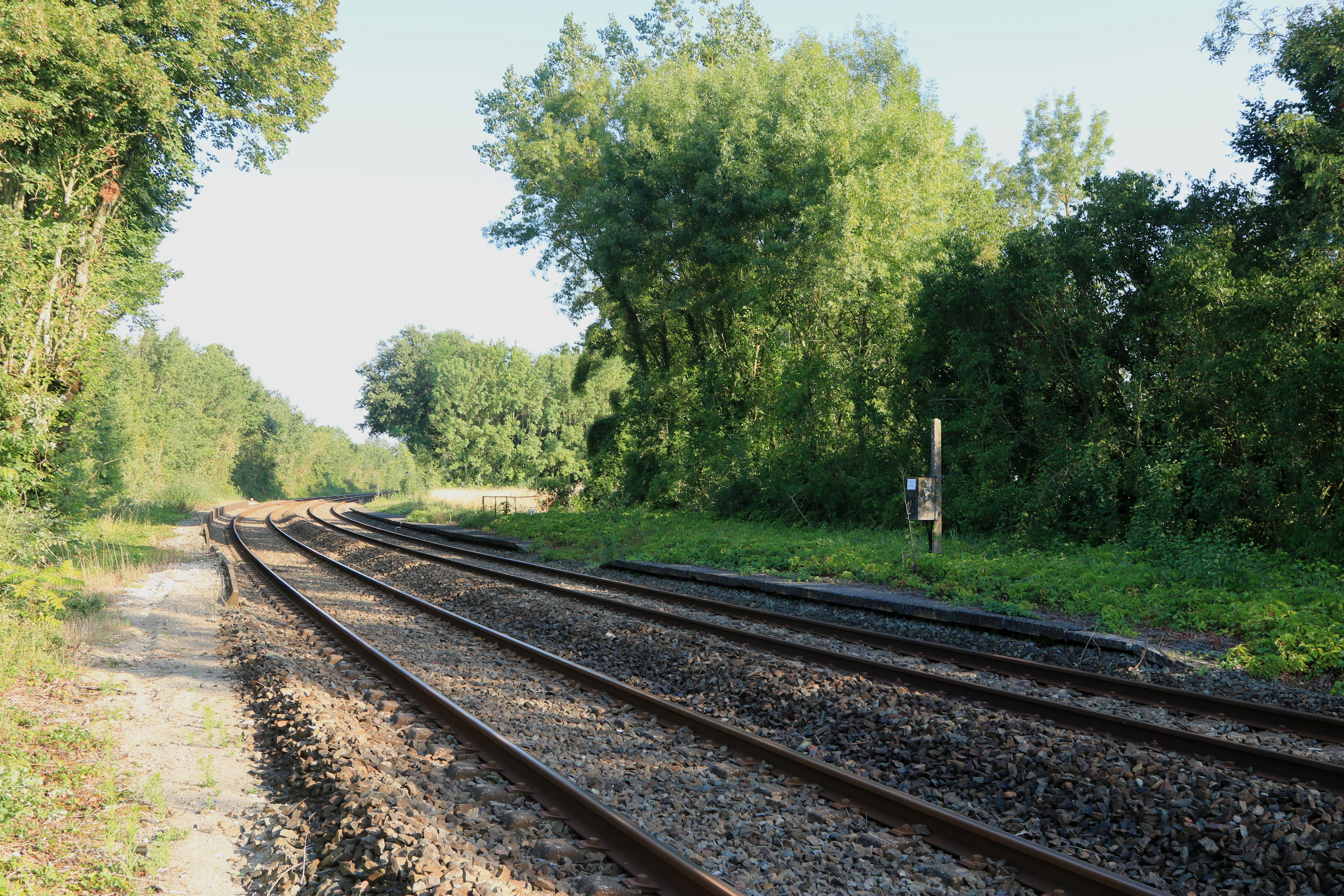
En direction de Nantes, vestiges des quais, du poste téléphonique et du passage piétons de la traversée des voies (2019).

En juillet 2013, il ne reste plus que l'emplacement de l'ancienne cour de la gare et les restes des quais sur la ligne de Nantes à Saintes, le bâtiment voyageurs a été détruit.
Les arbres ont grandi, la végétation a repris ses droits. Il n'y a plus aucune trace du bâtiment de la gare.